# Címeres poloskák
A címeres poloskák (Pentatomidae) a rovarok (Insecta) osztályának félfedelesszárnyúak (Hemiptera) rendjébe, ezen belül a poloskák (Heteroptera) alrendjébe és a címerespoloska-alkatúak (Pentatomomorpha) öregcsaládjába tartozó család.
A fajok meghatározása meglehetősen nehéz.

## Előfordulásuk
Világszerte több mint 6000 fajuk ismert. Szinte minden éghajlati övezetben előfordulnak; legtöbbjük a trópusokon. Európában (mindenekelőtt Dél-Európában) több mint 60 fajuk él; közülük 58 Magyarországon is.

## Megjelenésük, felépítésük
Az egyes fajok testhossza 5–45 milliméter. Testük laposabb, mint más rovarcsoportoké. Az előháthoz nagy pajzs csatlakozik. Szipókájukat előre tudják nyújtani, hogy átdöfjék zsákmányukat vagy táplálékukat. Ha nem használják a szipókát, akkor a testük alá húzzák. Két pár szárnyuk közül az elülső pár jellegzetes félfedő. Szemük összetett. Színük élénksége a környezettől és a táplálék típusától függ; ősszel és télen sötétebbek, mint tavasszal és nyáron.

## Életmódjuk, élőhelyük
Magányos lények. Egyes fajaik ragadozók, mások növényevők. A közép-európai fajok többsége körülbelül egy évig él.

## Szaporodásuk
A szaporodási időszak helytől függően eltérő; Közép-Európában nyáron van. Egyes fajok hímei udvarlás közben hangokat adnak ki. A nőstények 10-40 petét raknak egy halomba. A peték melegben gyorsabban kelnek ki; Közép-Európában 4-5 hónap alatt. A nőstények védelmezik petéiket és lárváikat.

## Nevezetes fajok
- bencepoloska (mezei poloska, Rhaphigaster nebulosa)
- ázsiai márványospoloska (Halyomorpha halys)
- zöld bogyómászó-poloska (Palomena prasina)
- csíkos pajzspoloska (Graphosoma lineatum)
- bogyómászó poloska (Dolycoris baccarum)
- közönséges szipolypoloska (Aelia acuminata)
- Elasmucha grisea